# Campodorus mordax
Campodorus mordax är en stekelart som beskrevs av Dmitriy R. Kasparyan 2006. Campodorus mordax ingår i släktet Campodorus och familjen brokparasitsteklar. Inga underarter finns listade.